# 2701 Cherson
2701 Cherson è un asteroide della fascia principale. Scoperto nel 1978, presenta un'orbita caratterizzata da un semiasse maggiore pari a 3,1777850 UA e da un'eccentricità di 0,1340660, inclinata di 6,26976° rispetto all'eclittica.